# Arrondissement Ypry
Arrondissement Ypry (nizozemsky: Arrondissement Ieper; francouzsky: Arrondissement d'Ypres) je jeden z osmi arrondissementů (okresů) v provincii Západní Flandry v Belgii.
Jedná se o politický a zároveň soudní okres. Soudní okres Ypry také zahrnuje obce Moorslede a Staden politického okresu Roeselare.

## Historie
Území patřilo do konce 18. století Flanderskému hrabství, části Rakouského Nizozemí. Roku 1790 bylo částí Spojených belgických států. Během války první koalice bylo území roku 1794 obsazeno a na základě rozhodnutí francouzského národního konventu bylo 1. října 1795 spojeno s První Francouzskou republikou. Státní správa a soudnictví bylo převedeno na nový francouzský systém. Byly zřízeny départementy, arrondissementy a kantony se svými obcemi. Arrondissement Ypry (francouzsky: Arrondissement d'Ypres) patřil mezi lety 1795 až 1814 k départmentu Lys, který se dělil na kantony Hooglede (Hoogléde), Wervik (Wervicq), Mesen (Messines), Ypry (Ypres), Elverdinge (Elverdinghe), Passendale (Passchendaele) a Poperinge (Poperinghe).

## Obyvatelstvo
Počet obyvatel k 1. lednu 2017 činil 106 230 obyvatel. Rozloha okresu činí 549,62 km².

## Obce
Okres Ypry sestává z těchto obcí:
- Heuvelland
- Langemark-Poelkapelle
- Mesen
- Poperinge
- Vleteren
- Wervik
- Ypry
- Zonnebeke